# فيولا كاناليس
فيولا كاناليس (بالإنجليزية: Viola Canales)‏ هي كاتِبة أمريكية، ولدت في 21 أبريل 1957.